# Здание султана Абдул-Самада
Здание султана Абдул-Самада, «Бангунан-Султан-Абдул-Самад» (малайск. باڠونن سلطان عبدالصمد) — административное здание, расположенное на площади Мердека в Куала-Лумпуре, Малайзия. Возведённое в 1894—1897 годах архитектором А. Ч. Норманом, оно позднее было названо в честь султана Абдул-Самада, который правил Селангором в момент, когда началось строительство.

## Строительство
Строительство было начато англичанами в 1894 году и завершилось через 3 года. Архитектор — англичанин А. Ч. Норман; его имя видно на каменном основании здания. В проектировании и строительстве здания участвовали также Чарльз Эдвин Спунер и Артур Бенисон Хаббак. Стоимость проекта составила 152 тысяч долларов. Первый камень в фундамент был заложен 6 октября 1894 года губернатором Стрейтс-Сетлментса сэром Чарльзом Митчеллом.
Султан Абдул Самад и губернатор провинции официально открыли здание в 1897-м году. На церемонию открытия были приглашены высокие чиновники и журналисты из Сингапура. Позже здание было названо в честь Абдула Самада — правящего султана Селангора.

## Архитектура
Здание построено в мавританском стиле с медными куполами в форме луковиц. Здание содержит три башни: 2 башни с винтовыми лестницами и большая башня с часами. Её высота — 43 метрa.

## Использование здания
Изначально здание было Британским Административным центром, затем здесь располагался Высший арбитражный суд Малайзии.
Сейчас в этом историческом здании расположено Министерство культуры Малайзии.
В настоящее время на фоне здания султана Абдула Самада проводятся различные мероприятия, такие как парад 31 августа — (Национальный день), Новый год, различные карнавалы.